# Drepanosticta watuwilensis
Drepanosticta watuwilensis is een libellensoort uit de familie van de Platystictidae, onderorde juffers (Zygoptera).
De wetenschappelijke naam van de soort is voor het eerst geldig gepubliceerd in 2007 door van Tol.